# Chang’e 4

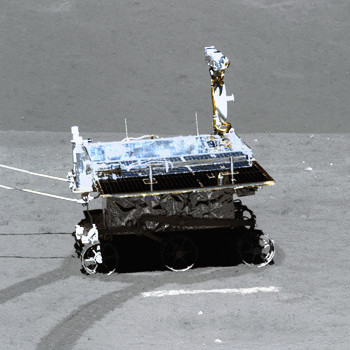
Łazik Yutu 2

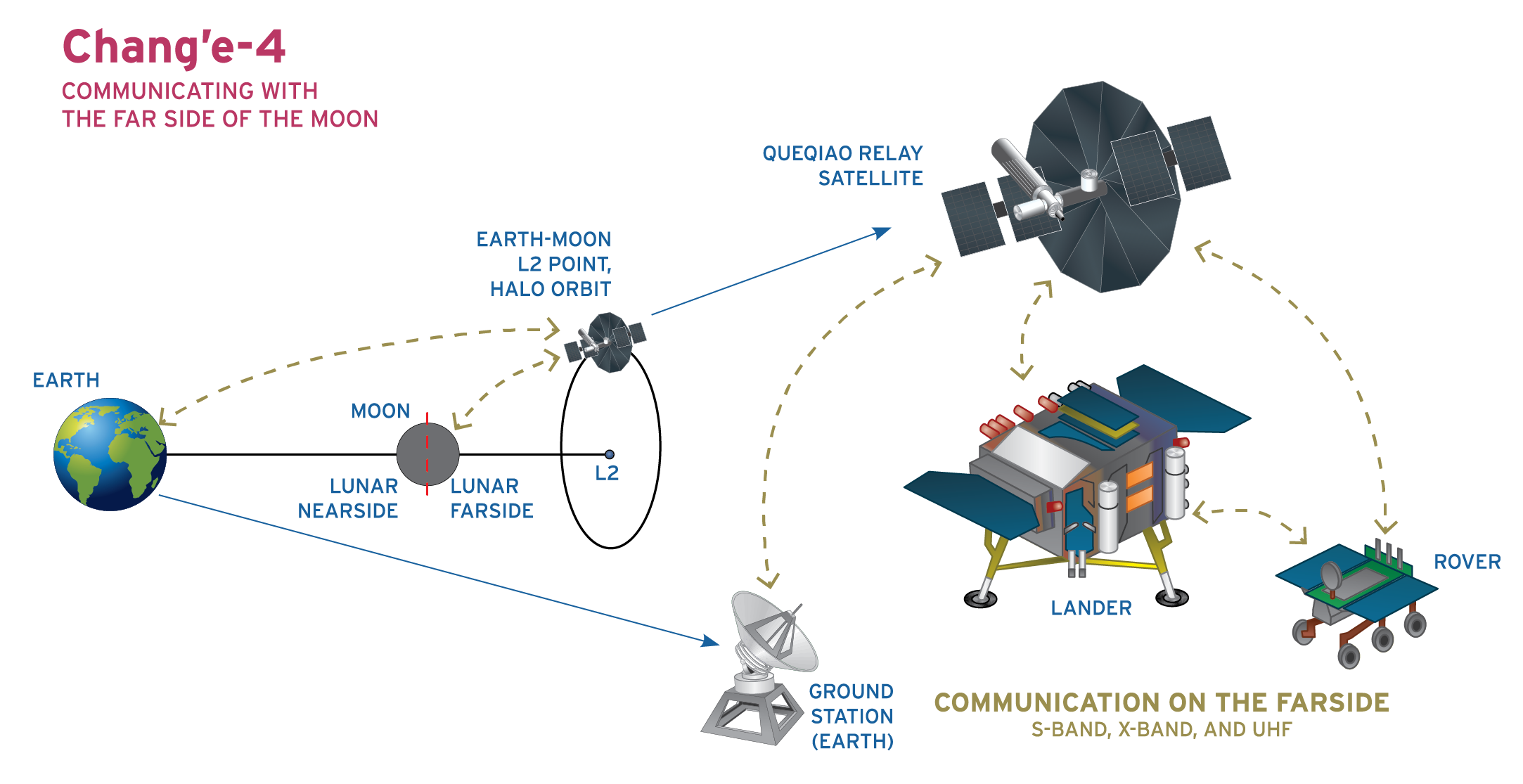
Schemat łączności z lądownikiem Chang'e 4

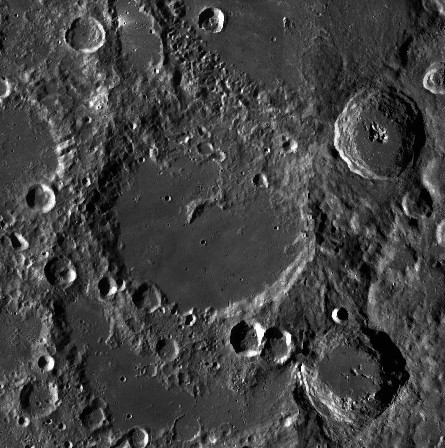
Krater von Kármána. Miejsce lądowania Chang’e 4 na Księżycu

Chang’e 4 (chiń. upr. 嫦娥四号; chiń. trad. 嫦娥四號; pinyin Cháng’é sì hào) – chińska sonda kosmiczna przeznaczona do badań Księżyca. Jest czwartą misją w ramach chińskiego programu badań Księżyca (program Chang’e). Start sondy nastąpił 7 grudnia 2018 roku z kosmodromu Xichang. W ramach misji, po raz pierwszy w historii, na niewidoczną z Ziemi stronę Księżyca dotarł lądownik z łazikiem Yutu 2. Do lądowania doszło 3 stycznia 2019 r. w kraterze von Kármána w obszarze basenu Bieguna Południowego – Aitken. Łączność z Ziemią jest utrzymywana za pomocą satelity telekomunikacyjnego Queqiao (inaczej Chang'e 4R) umieszczonego w punkcie libracyjnym L2 układu Ziemia-Księżyc. Planowany czas funkcjonowania łazika na powierzchni Księżyca wynosił 3 miesiące, został on jednak przekroczony i w grudniu 2019 Yutu 2 pobił rekord długości trwania misji łazika na powierzchni Księżyca, należący wcześniej do radzieckiego pojazdu Łunochod 1 (dziesięć i pół miesiąca).
Lądownik przeprowadzi eksperymenty z dziedziny radioastronomii, natomiast głównym celem łazika będzie zbadanie powierzchni Księżyca (m.in. wykona mapę okolic miejsca lądowania).

## Misja
Grudniowy start rakiety z ładunkiem naukowym został ogłoszony przez Chińską Narodową Agencję Kosmiczną 15 sierpnia 2018 r.
Rakieta Długi Marsz 3B (CZ-3B) z lądownikiem i łazikiem wystartowała 7 grudnia 2018 r. o godzinie 19:23 CET (8 grudnia o 2:23 rano czasu lokalnego) i rozpoczęła lot w kierunku księżyca z zamiarem wejścia na orbitę. Przed startem zakładano potrzebę trzech manewrów korekcyjnych przed manewrem umieszczenia sondy na orbicie, wystarczyło jednak tylko jedno odpalenie rakiet manewrujących 9 grudnia – zaś 12 grudnia sonda po odpaleniu silników weszła na eliptyczną polarną orbitę okołoksiężycową. 30 grudnia doszło do kolejnego manewru, obniżenia orbity. Planowanym terminem lądowania był pierwszy tydzień stycznia 2019 roku. 
Sonda wylądowała na powierzchni Księżyca 3 stycznia 2019 o godzinie 3:26 CET w wyznaczonej strefie, w miejscu o współrzędnych 45,457°S, 177,589°E. Ostatnia faza lądowania trwała 12 minut. 15 stycznia 2019 poinformowano o wykiełkowaniu jednego z ziaren bawełny, umieszczonych na pokładzie lądownika. Jest to pierwsza w historii roślina na Księżycu.